# Victoria de Las Tunas
Victoria de Las Tunas este un oraș din Cuba.